# Ferida Duraković
Ferida Duraković (Olovo (BiH), 18. travnja 1957.), pjesnikinja, autorica kratkih priča, spisateljica za djecu, kolumnistica i urednica. 

## Životopis
Diplomirala je južnoslavensku književnost i srpskohrvatski jezik 1980. na Filozofskom fakultetu u Sarajevu. U periodu između 1980. i 1983. godine radila je kao profesorica maternjeg jezika i književnosti u Sarajevu i Varešu, te kao profesorica srpskohrvatskog jezika na Zrakoplovnoj akademiji u Rajlovcu. Kao lektorica, radila je u Oslobođenju u periodu od 1983. do 1984. godine. Do 1992. godine radila je kao urednica za književne programe u sarajevskom Domu mladih na Skenderiji. 22 godine je provela na mjestu glavne tajnice i izvršne direktorice P. E. N. Centra u Sarajevu.
Objavila je petnaestak knjiga poezije, proze, književnosti za djecu i prevoda s engleskog jezika. Od književnosti za djecu i mlade objavila je, između ostalog, i  Još jednu bajku o ruži 1989. godine koja je postavljena na scenu amfiteatra u Domu mladih Skenderija, Mikijevu abecedu 1994. godine koja je postavljena na scenu Kazališta mladih Sarajevo 1995. godine i igrana više od pedeset puta, a potom obnovljena na istoj sceni 2016. godine. Prevodi s engleskog jezika, između ostalog Nove pjesme za Bosnu i Logor Omarska autorice Rosemary Menzies sa  Novog Zelanda. Knjige poezije su joj objavljene u Poljskoj, SAD, te Italiji i Bugarskoj. Poezija joj je prevedena na engleski, grčki, slovenski, turski, njemački i finski jezik. Potpisnica je Deklaracije o zajedničkom jeziku, u kojoj se tvrdi da se u Hrvatskoj, Bosni i Hercegovini, Srbiji i Crnoj Gori govore nacionalne standardne varijante zajedničkog policentričnog standardnog jezika.
Priprema dvije knjige za djecu i novu knjigu. Živi u Sarajevu.

## Nagrade
- Nagrada Književne omladine BiH za zbirku pjesama "Bal po maskama" 1977.
- Nagrada Svjetlosti za najbolju prvu knjigu mladog autora za zbirku pjesama "Bal po maskama" 1977.
- Nagrada Fondacije Hellman-Hammet Fund for Free Expression USA 1993. za zbirku pjesama "The Heart of Darkness"
- Nagrada Vasyl Stus Freedom-to-Write Award 1999. za zbirku pjesama "The Heart of Darkness"
- 2002. godine Biser International proglasio je ženom godine u Bosni i Hercegovini
- 2012. godine nominirana za nagradu Astrid Lindgren za dječju književnost
- Nagrada na Konkursu za radio dramu BH Radija 1 2015. godine za tekst radio drame Osloni se na mene
- Nagrada za kazališni komad Mrak čudak na Susretima lutkarskih pozorišta uz Bugojnu 2015. godine
- Tekst igre za djecu Mrak čudak nagrađen je posebnom nagradom na Susretima lutkarskih kazališta BiH u Bugojnu 2016. godine

## Vanjske poveznice
- Biografija Ferida Duraković
- Intervju s Feridom Duraković  Arhivirana inačica izvorne stranice od 17. listopada 2016. (Wayback Machine)
- Ferida Duraković | Postavljati pitanja
- Ferida Duraković "Radije bih"